# António Albino da Fonseca Benevides
António Albino da Fonseca Benevides (Lisboa, 11 de Fevereiro de 1816 - Lisboa, 7 de Maio de 1885) foi um médico português, doutorado em Medicina pela Universidade de Pisa, medico honorário da Real Câmara, do hospital de S. José, das cadeias civis e da Misericórdia, bem como sócio correspondente da Academia das Ciências de Lisboa.

## Biografia
Era filho de Inácio António da Fonseca Benevides, e irmão de Francisco da Fonseca Benevides, professor da Escola Naval e do Instituto Industrial de Lisboa. 
Estudou na Escola Médico-Cirúrgica de Lisboa, e doutorou-se na Universidade de Pisa. Em 25 de Outubro de 1836 foi nomeado médico do hospital de S. José, ficando efectivo a 24 de Janeiro de 1845, sendo aposentado a 10 de Outubro de 1876.

## Principais Publicações
- Compendio de Botanica do Doutor Felix de Avellar Brotero, addicionado e posto em harmonia com os conhecimentos actuaes d’esta sciencia, segundo os botanicos mais celebres, como Mirbel, De Candolle, Richard, Lecoq, e outros; Typographia da Academia Real das Sciencias de Lisboa, Lisboa, 1837‑1839; 2 volumes com estampas;

- Diccionario de Glossologia Botanica, ou descripção dos termos technicos de Organographia, Taxonomia, Physiologia e Pathologia vegetal; para uso dos que se dedicam a este ramo das Sciencias naturaes; Typographia da Academia Real das Sciencias de Lisboa; Lisboa, 1841;

- Memoria sobre o uso das nossas aguas mineraes sulphurosas nas molestias cutaneas, comprovado por observações, tanto dos medicos antigos como modernos, e destinada a generalisar a sua applicação nestas enfermidades; Lisboa, 1843

- Memoria sobre as aguas mineraes sulfurosas, no tomo I da 2.ª série das Memorias da Academia Real das Ciências; Lisboa 1844.